# The・かぼちゃワイン
『The♥かぼちゃワイン』（ザ かぼちゃワイン）は、三浦みつるによる日本の漫画作品、およびそれを原作とするテレビアニメ、劇場版アニメ、実写オリジナルビデオである。

## 概要
講談社『週刊少年マガジン』掲載の読切短編『武蔵とエル』を原型としてキャラクターを練り直し、同誌で連載がスタート。1981年4・5合併号から1984年26号まで掲載された。
チビで女嫌いの硬派を自称する主人公の青葉春助と、彼に一目ぼれした大柄なヒロイン「エル」（Lサイズにちなむ）こと朝丘夏美のSLコンビが繰り広げるドタバタラブコメディ。漫画とアニメでは途中から別のストーリーになっている。文庫本のあとがきに「宮崎美子さんの出演されていたカメラのCMの中で（いまのキミはピカピカに光って）と言うフレーズと映像に強いインスピレーションを受けてかぼちゃワインと言う作品を執筆するきっかけになりました。つまり当時の宮崎美子さんがLのモデルと言うことになりますかね」と当時のCMにインスピレーションを受けたことを言及している。
タイトルは三浦がある日テレビで聞いた「カボチャは身体に良い」というフレーズがなぜか印象に残り、「かぼちゃはいい」→「かぼちゃワイン」と発想したもので、特に内容に関連したものではない。
『週刊少年マガジン』版終了後、出版社を変更して『The かぼちゃワイン 女子大生編』『The かぼちゃワイン sequel』『The かぼちゃワイン Another』といった続編が発表された。ファンがクラウドファンディングで制作費を分担した『バック・トゥ The かぼちゃワイン』が2017年刊行され、これをもって三浦は漫画家引退を表明した。三浦は、連載時には様々な制約があり「完全に納得できていなかった」が、この完結編は「自分自身も楽しんで、思い残すことなく描き切ることができた」と述懐し、「ハードカバーで漫画を出版したかった」と夢がかなった喜びを語っている。

## 主な登場人物
青葉 春助（あおば しゅんすけ）
声 - 古川登志夫
主人公。サンシャイン学園中等部2年桜組、応援団に在籍。学園の男子寮に住む。背は低いが喧嘩は強く、どれだけ殴られようともケロっとしているほどにタフ。女嫌いの硬派を自称し負けず嫌いで意地っ張りな性格から、内心では夏美（エル）に惹かれつつも普段は邪険にしている。幼少時のトラウマから犬と玉ネギが嫌い。単語の頭に「The」を付けて話す癖がある（例として「The・青春!」）。
実家が女性下着専門店であるため、コンプレックスを刷り込まれている（特にアニメ版）。実家は渋谷区原宿。
朝一番で登校して来たサンシャイン学園で夏美と出会い、母性溢れる大型美人の夏美に圧倒され、うっとうしく思いつつ、内心では夏美に惹かれていく。
原作ではサンシャイン学園は共学だが、アニメ版では幼い頃からの女だらけの生活に嫌気が差して男子校のサンシャイン学園に転校してきたという設定になっており、第1話で女子部が新設されていることを夏美から聞いて落胆する。また、実家の家業を自身の恥としており、それを語ることすら嫌がるほど。実際に手伝いをさせられる時に必ずと言っていいほど大ドジをやらかしてしまうため、客である女性達からの評判は極めて悪く、寄せられる苦情も100%春助に対してのもの。
誕生日は原作では7月7日、アニメでは8月18日。
朝丘 夏美（あさおか なつみ）
声 - 横沢啓子（現：よこざわけい子）
ヒロイン。サンシャイン学園中等部2年桜組でチアガール部に在籍。クラスのアイドル。学園の女子寮に住む。身長が高く大柄なことから、ニックネームはLサイズにちなんだ「エル」。
転校してきた春助を一途に想い、春助のためならどんなことでもやり通す。温厚かつ情熱的で、どこまでも前向きな性格である一方、春助に関することとなれば一転して頑固になり、春助との交際をやめるよう諌める純香にさえ猛然と反抗する。
「アハッ♪」が口癖で、アニメ版のアイキャッチでは、「春助く〜ん、好き!」（第1話のみ）、「春助く〜ん、だ〜い好き!」（第2話から最終回（第95話）まで）と毎回叫ぶ。
また、アニメ版では春助の母親と意気投合、ウェディングドレス姿で春助とのツーショットを撮るため共謀（春助の母は「シンガポールにいる冬麿おじさんが（母と春助の写真を）ぜひ送ってくれと頼まれた」と春助を騙した）して撮影直前で入れ替わるなど謀略めいた行動も見せている。
岩見沢生まれで、小学生になるまで過ごす。生まれたときの重さは4500グラム。両親と兄の四人家族。
アニメでは原作設定通りに再現すると、動画にしたときに太って見えるので、序盤を除き原作設定より少し細めに描かれている。当時のスタッフによると7キロほど減量とのこと。
原作、アニメ共誕生日は春助と同じ。
赤井 モン太（あかい モンた）
声 - 大竹宏
サンシャイン学園男子寮の寮長で応援団団長。春助の1学年先輩で大柄。男気を見込んで春助を応援団に誘う。留年しているので他者より2歳年を取っており、春助と交流を持つまでは平気でタバコを吹かしていた(2留でも17歳なので違法)。帰省先である祖母の家は台東区浅草にある。
鶴井 一夫（つるい かずお）
声 - はせさん治、田中秀幸（第82話〜第87話代役）
サンシャイン学園の男子寮に住む細身の応援団員。モン太の同級生で、彼の子分的存在。故郷は鹿児島。父親の仕事は警察官。
亀山 金太（かめやま きんた）
声 - 佐藤正治
サンシャイン学園の男子寮に住む太目の応援団員。モン太の同級生で、彼の子分的存在。故郷は盛岡。
早川 小太郎（はやかわ こたろう）
声 - 鈴木清信、塩屋翼（第2話・第3話・第9話代役）
春助の同級生。ひ弱で気弱だが、春助に憧れて男子寮に引っ越してくるほど、春助の男らしさを尊敬している。実家は花屋。
神崎 純香（かんざき すみか）
声 - 鶴ひろみ
サンシャイン学園女子寮の寮長でチアガール部の主将。夏美の1学年先輩。
部の後輩でもある夏美が人目もはばからずに春助と交際しているのを寮長としての立場から危惧し、交際をやめるように度々諌めていた。しかし、肝心の夏美に反抗されたためちにテッキンらから懲罰を食らい、酷い時には熱中症で倒れたりと、気苦労が絶えない。
聖子（せいこ）
声 - 中野聖子
夏美の友人で同級生。流行に敏感でおしゃべり好き。髪型がデビュー当初の松田聖子と同じ。コミック版の「モコ」（髪型はショートパーマ）に相当。
梢（こずえ）
声 - 山田栄子
夏美の友人で同級生。大きな瞳。髪を上で2箇所束ねている。コミックでは「お咲」という名前で登場する。
マコ
声 - 頓宮恭子
夏美の友人で同級生。体格が良く、女子プロレス同好会に所属。寮の自由な運営権を巡って毎年開催される伝統行事では、その人並外れた体格とプロレス部ならではの圧倒的なファイトを武器に毎回代表として立てられているが、内心は女の子らしい振る舞いに憧れており、プロレス部だからという理由で代表を強いられることに嫌気がさしている。最終的に、女子に散々痛めつけられる春助の姿を見かねた夏美が行事自体を止めようと提案したことに賛同して像をたたき割り、長年の男子女子間の確執に終止符を打った。モン太と対峙した際にもっと女らしく振るまえとなじられた際には上述の心情を吐露しており、そのことが縁となってモン太と交際を始めた。
金小路 鉄男（かねこうじ てつお）
声 - 田中崇→銀河万丈
サンシャイン学園の数学教師で、2年桜組の担任。寮の監督者も兼任している。成績優秀なものを特別視する一方、著しく成績の低い生徒たちを価値なしとして無下に扱い、僅かでも口応えする者には鉄拳制裁も辞さない性格で、「教師には従うべし」「教師には逆らうべからず」という古風かつ厳格な教育理念を持つ。並みのパンチなら繰り出した相手が逆に手首を痛めるほどの人並み外れて頑強な身体と、そこから繰り出す強烈なパンチを武器にしており、生徒からは「テッキン」（姓名の頭と鉄筋を引っかけたもの）の渾名で呼ばれて恐れられている。また、方針に逆らうものは相手が女生徒でも容赦はないようで、春助に対する鉄拳制裁を止めようとする素振りを見せた夏美に対し「逆らえばどうなるかわかっているな？」と返している。モデルはアントニオ猪木。愛車は黄色のマスタング。
テストの採点ミスを春助にしつこく指摘されたのを皮切りに、（不可抗力も含めて）トラブルを巻き起こす春助を目の仇にしてはいるが、春助と同じく犬が大の苦手であるのを始め、基本的に似たもの同士でもあるためか、妙に共通点が多い。ただし、本人によると「犬が嫌いなのは同じでも、こちらは玉ネギでなく長ネギが嫌い」とのこと。刺繍が趣味という意外な一面を持っている。
アニメ版では後述の光小路納言の家庭教師をしていた過去が追加され、その過去と関わりゆえに彼女の行状を諫めることができないという弱みを露呈している。
青葉 花江（あおば はなえ）
声 - 増山江威子
春助の母。原宿でランジェリーショップ「女の城」（原作での店名は「スプリングハウス」）を経営している。
アニメ版では出番が増え、息子に店を手伝わせると必ず苦情が寄せられることに頭を悩ませる場面がある。
エルの母
声 - 恵比寿まさ子
エルと同様、大柄でふくよか。顔はエルと瓜二つ。和風喫茶甘味処「まる」を経営している。

### アニメオリジナルキャラクター
小町（こまち）
声 - 増山江威子
サンシャイン学園学生寮に住み込み、生徒へ食事の世話などをしている寮母。
まどか
声 - 鈴木富子
小町の一人娘で、元気な小学生。ニタロウ（愛称は「ニタ」）という犬を飼っている。
ニタロウ
声 - 大竹宏
まどかの飼い犬で春助の天敵。額にある古傷がトレードマーク。エルに好意を抱いており、彼女が好意を抱いている原因となっている春助を目の敵にしている。子犬の頃に車にはねられた（額の古傷はこれによるもの）過去があり、それ以来その車の色と同じ青と白の縞模様のものに嫌悪感を抱いている。
光小路 納言（ひかりこうじ なごん）
声 - 三田ゆう子
第37話から登場。
元貴族の家系で、愛称は「姫」。中2でサンシャイン学園に入学したが、それまで科目ごとに専属の家庭教師がおり（学力は高校2年生と同等）、学校には一度も通ったことがないという正真正銘の箱入りお嬢様。しかしマイペースかつかなり性格的に押しが強い。浮世離れした言動をするが、春助を“これぞ日本男児”と見込んで惚れ込み、入学当日に春助の部屋に押しかけて下着姿で迫るなど大胆な行動で周囲を圧倒する。
実はテッキンも彼女が2歳のときに家庭教師をした経験から納言と関わりがあり、その関係で納言には頭が上がらない。それゆえに彼女の春助への行動を諌めることができなかった。

## 書誌情報
- The♥かぼちゃワイン - 『週刊少年マガジン』（講談社）にて1981年より連載、全18巻。
- The♥かぼちゃワイン 番外編 - 『月刊少年マガジン』（講談社）にて1982年に連載、全2巻。
- The♥かぼちゃワイン/エルの初恋 - 双葉社より2001年5月発売のコンビニコミック。
- The♥かぼちゃワイン sequel - 青林堂から2006年10月発売、全1巻。
- The♥かぼちゃワイン Another - 『プレイコミック』（秋田書店）2006年22号から2009年10号まで連載の続編、全6巻。
- 石巻の春を愛す - 2013年11月発売の『マンガッタン Vol.3』（街づくりまんぼう）に掲載。
- バック・トゥ・The♡かぼちゃワイン（2017年12月、発行人：三浦みつる） - クラウドファンディング自主制作本にして、三浦の漫画家生活最後の作品。店頭販売は書泉グランデのみ
- The♡かぼちゃワイン First Look（2025年4月11日、立東舎） - 三浦が選んだエピソード13話、設定資料など収録

## テレビアニメ
1982年7月5日から1984年8月27日までテレビ朝日系列局で放送。全95話。放送時間は毎週月曜 19:30 - 20:00 （日本標準時）。
1984年3月まではハウス食品の一社提供で、増山江威子による提供ナレーションが行われていたが、同年4月からは複数社提供で放送されていた。

### スタッフ
- 企画 - 栗山富郎
- 原作 - 三浦みつる
- 音楽 - 東海林修
- 製作担当 - 菅原吉郎
- チーフアニメーター - 石黒めぐむ
- チーフデザイナー（美術設定） - 内川文広
- チーフディレクター - 矢吹公郎
- テレビ朝日プロデューサー - 加藤守啓
- 特殊効果 - 大橋清、中島正之
- 編集 - 千蔵豊 → 望月徹 → 福光伸一 → 吉川泰弘
- 録音 - 田中英行 → 佐藤守
- 音響効果 - 伊藤道広
- 選曲 - 田中英行
- 撮影 - 佐藤隆郎、菅谷英夫、山口義文、大野正明、奥水隆
- 演出助手 - 三谷章夫、楠美直子、金山通弘、松原明徳
- 製作進行 - 三谷章夫、山寺昭夫、堀川和政、西山明彦、釘丸篤、渡辺寿、米谷良知、藤本芳弘、竹之内和久、根岸弘、中村実
- 美術進行 - 御園博
- 仕上進行 - 中村正弘
- 現像 - 東映化学
- 制作 - テレビ朝日、東映動画

### 主題歌
オープニングテーマ
「Lはラブリー」
歌 - かおりくみこ / 作詞 - 伊藤アキラ / 作曲 - 馬飼野康二 / 編曲 - いちひさし
エンディングテーマ
「青葉春助 ザ・根性」（1982年 - 1983年）
歌 - 古川登志夫 / 作詞 - 伊藤アキラ / 作曲 - 小林亜星 / 編曲 - いちひさし
「Pumpkin Night」（1983年 - 1984年）
歌 - 古川登志夫、横沢啓子 / 作詞 - 松本由佳里 / 補作詞 - 伊藤アキラ / 作曲 - 小林亜星 / 編曲 - いちひさし
「Pumpkin Night」は、放送1周年を記念して詩を一般公募したもの。

### 放送局
系列は本放送当時のもの。放送日時は個別に出典が掲示されているものを除き、1983年9月中旬 - 10月上旬時点のものとする。
| 放送対象地域   | 放送局             | 系列                                         | 放送時間           | 備考                                                                                  |
| -------------- | ------------------ | -------------------------------------------- | ------------------ | ------------------------------------------------------------------------------------- |
| 関東広域圏     | テレビ朝日         | テレビ朝日系列                               | 月曜 19:30 - 20:00 | 製作局                                                                                |
| 北海道         | 北海道テレビ       | テレビ朝日系列                               | 月曜 19:30 - 20:00 |                                                                                       |
| 宮城県         | 東日本放送         | テレビ朝日系列                               | 月曜 19:30 - 20:00 |                                                                                       |
| 福島県         | 福島放送           | テレビ朝日系列                               | 月曜 19:30 - 20:00 |                                                                                       |
| 新潟県         | 新潟総合テレビ     | フジテレビ系列 テレビ朝日系列                | 月曜 19:30 - 20:00 | 現・NST新潟総合テレビ。 1983年9月まで放送。末期は土曜19:30-20:00に放送                |
| 新潟県         | 新潟テレビ21       | テレビ朝日系列                               | 月曜 19:30 - 20:00 | 1983年10月の開局時から放送。                                                          |
| 静岡県         | 静岡けんみんテレビ | テレビ朝日系列                               | 月曜 19:30 - 20:00 | 現・静岡朝日テレビ。                                                                  |
| 中京広域圏     | 名古屋放送         | テレビ朝日系列                               | 月曜 19:30 - 20:00 |                                                                                       |
| 近畿広域圏     | 朝日放送           | テレビ朝日系列                               | 月曜 19:30 - 20:00 |                                                                                       |
| 広島県         | 広島ホームテレビ   | テレビ朝日系列                               | 月曜 19:30 - 20:00 |                                                                                       |
| 香川県・岡山県 | 瀬戸内海放送       | テレビ朝日系列                               | 月曜 19:30 - 20:00 |                                                                                       |
| 福岡県         | 九州朝日放送       | テレビ朝日系列                               | 月曜 19:30 - 20:00 |                                                                                       |
| 大分県         | テレビ大分         | 日本テレビ系列 フジテレビ系列                | 月曜 19:30 - 20:00 |                                                                                       |
| 鹿児島県       | 鹿児島放送         | テレビ朝日系列                               | 月曜 19:30 - 20:00 | 1982年10月の開局時から放送。                                                          |
| 岩手県         | 岩手放送           | TBS系列                                      | 月曜 17:00 - 17:30 | 現・IBC岩手放送。 途中で放映打ち切り。 次番組は『アニメ親子劇場』（テレビ東京製作）。 |
| 秋田県         | 秋田放送           | 日本テレビ系列                               | 火曜 17:30 - 18:00 |                                                                                       |
| 山形県         | 山形放送           | 日本テレビ系列 テレビ朝日系列                | 水曜 19:00 - 19:30 |                                                                                       |
| 長野県         | 信越放送           | TBS系列                                      | 土曜 13:30 - 14:00 | [ 16 ]                                                                                |
| 山梨県         | 山梨放送           | 日本テレビ系列                               | 木曜 17:30 - 18:00 |                                                                                       |
| 富山県         | 北日本放送         | 日本テレビ系列                               | 木曜 17:30 - 18:00 | 1982年10月21日から放送、1984年3月29日に打ち切り。                                     |
| 石川県         | 北陸放送           | TBS系列                                      | 火曜 17:30 - 18:00 |                                                                                       |
| 福井県         | 福井放送           | 日本テレビ系列                               | 月曜 17:30 - 18:00 |                                                                                       |
| 山口県         | 山口放送           | 日本テレビ系列 テレビ朝日系列                | 火曜 17:15 - 17:45 |                                                                                       |
| 徳島県         | 四国放送           | 日本テレビ系列                               | 火曜 17:30 - 18:00 |                                                                                       |
| 愛媛県         | 愛媛放送           | フジテレビ系列                               | 月曜 19:00 - 19:30 | 現・テレビ愛媛。 途中で放映打ち切り。                                                 |
| 高知県         | テレビ高知         | TBS系列                                      | 木曜 17:30 - 18:00 |                                                                                       |
| 長崎県         | 長崎放送           | TBS系列                                      | 金曜 16:50 - 17:20 |                                                                                       |
| 熊本県         | 熊本放送           | TBS系列                                      | 火曜 17:30 - 18:00 |                                                                                       |
| 宮崎県         | テレビ宮崎         | フジテレビ系列 日本テレビ系列 テレビ朝日系列 | 月曜 17:30 - 18:00 |                                                                                       |
| 沖縄県         | 琉球放送           | TBS系列                                      | 木曜 17:30 - 18:00 |                                                                                       |

### 各話リスト
| 話数 | 初回放送日     | サブタイトル                         | 脚本         | 演出              | 作画監督     | 美術              |
| ---- | -------------- | ------------------------------------ | ------------ | ----------------- | ------------ | ----------------- |
| 1    | 1982年 7月5日  | おれは男だ！青葉春助                 | 雪室俊一     | 矢吹公郎          | 石黒めぐむ   | 内川文広          |
| 2    | 7月12日        | おれとあいつのネクタイ関係           | 雪室俊一     | 寒竹清隆          | 清水明       | 山本善之          |
| 3    | 7月19日        | ナヌッ！70点以下はクズだ？           | 雪室俊一     | 大谷恒清          | 小幡公春     | 内川文広          |
| 4    | 7月26日        | くやしはずかし我が家の商売           | 雪室俊一     | 鈴木孝夫          | 松本清       | 内川文広          |
| 5    | 8月2日         | エルより怖いものがある               | 雪室俊一     | 遠藤勇二          | 木暮輝夫     | 山口俊和          |
| 6    | 8月9日         | ふたりっきりの夜なんて               | 雪室俊一     | 鈴木幸雄          | 石黒めぐむ   | 内川文広          |
| 7    | 8月16日        | 甘くて辛いぜプレゼント作戦           | 馬嶋満       | 寒竹清隆          | 清水明       | 丸森俊昭          |
| 8    | 8月23日        | 見られてたまるか男の秘密             | 雪室俊一     | 遠藤勇二          | 内山まさゆき | 内川文広          |
| 9    | 9月13日        | ぶりっ子はないぜ寮長さん             | 馬嶋満       | 福島和美          | 小幡公春     | 内川文広          |
| 10   | 9月20日        | エルのビキニを取り返せ！             | 馬嶋満       | 遠藤勇二          | 木暮輝夫     | 山本善之          |
| 11   | 10月11日       | テッキンのスパイは誰だ!?             | 雪室俊一     | 寒竹清隆          | 松本清       | 丸森俊昭 沢田隆夫 |
| 12   | 10月18日       | ラブカセットに思いをこめて           | 野波静雄     | 鈴木幸雄          | 松本清       | 田中資幸          |
| 13   | 10月25日       | ブリッコ天使がやって来た             | 野波静雄     | 寒竹清隆          | 清水明       | 山本善之          |
| 14   | 11月1日        | おれとあいつの嵐の一夜               | 馬嶋満       | 遠藤勇二          | 内山まさゆき | 田中資幸          |
| 15   | 11月8日        | 恋のライバルぶっとばせ               | 野波静雄     | 川田武範 矢部秋則 | 石黒育       | 丸森俊昭          |
| 16   | 11月15日       | ギャル・パワーでもう死にそう         | 雪室俊一     | 石黒めぐむ        | 松本清       | 丸森俊昭          |
| 17   | 11月22日       | おれの夢あいつの夢                   | 雪室俊一     | 遠藤勇二          | 木暮輝夫     | 田中資幸          |
| 18   | 11月29日       | 男か女か!?鬼の先輩                   | 野波静雄     | 寒竹清隆          | 小幡公春     | 山本善之          |
| 19   | 12月6日        | ナヌッ、エルがテッキンと婚約!?       | 馬嶋満       | 鈴木幸雄          | 石黒めぐむ   | 丸森俊昭          |
| 20   | 12月13日       | LからSへの応援歌                     | 雪室俊一     | 寒竹清隆          | 清水明       | 伊藤雅人          |
| 21   | 12月20日       | あいつに見られた尻のキズ             | 野波静雄     | 遠藤勇二          | 内山まさゆき | 山本善之          |
| SP   | 12月27日       | おれとあいつの新婚旅行!?             | 雪室俊一     | 矢吹公郎          | 石黒育       | 内川文広          |
| 22   | 1983年 1月10日 | あいつを泣かせたドジなおれ！         | 野波静雄     | 寒竹清隆          | 石黒育       | 襟立智子          |
| 23   | 1月17日        | おれとあいつの寒中水泳               | 野波静雄     | 遠藤勇二          | 木暮輝夫     | 山本善之          |
| 24   | 1月24日        | 相合傘に雪が降る                     | 雪室俊一     | 矢部秋則          | 石黒めぐむ   | 襟立智子          |
| 25   | 1月31日        | おれとエルとのデートごっこ           | 雪室俊一     | 大谷恒清          | 小幡公春     | 内川文広          |
| 26   | 2月7日         | ふたりのバイトはハッピー・バースデー | 筒井ともみ   | 鈴木幸雄          | 松本清       | 内川文広          |
| 27   | 2月14日        | ガーン！エルが消えた!?               | 雪室俊一     | 寒竹清隆          | 石黒めぐむ   | 襟立智子          |
| 28   | 2月21日        | 催眠術で大接近!!                     | 雪室俊一     | 遠藤勇二          | 内山まさゆき | 内川文広          |
| 29   | 2月28日        | おれとあいつのあいすダンス           | 鷺山京子     | 寒竹清隆          | 松下佳弘     | 襟立智子          |
| 30   | 3月7日         | おれが女になった日                   | 雪室俊一     | 遠藤勇二          | 木暮輝夫     | 窪田忠雄          |
| 31   | 3月14日        | おれとあいつのベビー知ったァ！       | 中西隆三     | 鈴木幸雄          | 高橋昇       | 内川文広          |
| 32   | 3月21日        | 悪魔の館でエルが呼ぶ                 | 雪室俊一     | 矢部秋則          | 多田康之     | 内川文広          |
| 33   | 3月28日        | デートを賭けたカヌー・レース         | 佐藤道雄     | 大谷恒清          | 小幡公春     | 伊藤雅人          |
| 34   | 4月4日         | ニャンともしゃくにさわるヤツ！       | 鷺山京子     | 石黒育            | 松本清       | 田中資幸          |
| 35   | 4月11日        | ついにばれるか!?女の城               | 雪室俊一     | 寒竹清隆          | 石黒めぐむ   | 秦秀信            |
| 36   | 4月18日        | エルは女で勝負する                   | 雪室俊一     | 遠藤勇二          | 木暮輝夫     | 鹿野良行          |
| 37   | 4月25日        | ある日突然お姫さま                   | 雪室俊一     | 寒竹清隆          | 薄井時郎     | 山本善之          |
| 38   | 5月2日         | ラブラブ愛の二人っきり券             | 雪室俊一     | 鈴木幸雄          | 松本清       | 内川文広          |
| 39   | 5月9日         | ラーメンかエルか？それが問題だ!!     | しみずしんじ | 矢部秋則          | 多田康之     | 秦秀信            |
| 40   | 5月16日        | ふたりをつなぐ愛の手錠               | 雪室俊一     | 大谷恒清          | 木暮輝夫     | 内川文広          |
| 41   | 5月23日        | ギクッ！エルがスカートをぬいだ!!     | 雪室俊一     | 石黒育            | 松本清       | 山本善之          |
| 42   | 5月30日        | 姫とエルとのラブコール               | 雪室俊一     | 遠藤勇二          | 小幡公春     | 内川文広          |
| 43   | 6月6日         | ヒップに貼った結婚キップ             | 雪室俊一     | 寒竹清隆          | 石黒めぐむ   | 山本善之          |
| 44   | 6月20日        | 窓をあけたらかぐや姫                 | 雪室俊一     | 鈴木孝雄          | 松本清       | 秦秀信            |
| 45   | 6月27日        | エルのひみつを密着取材!!             | 雪室俊一     | 石黒育            | 栗原玲子     | 内川文広          |
| 46   | 7月4日         | エルと一緒に死んでもらいます         | 雪室俊一     | 矢部秋則          | 多田康之     | 秦秀信            |
| 47   | 7月11日        | ジーンと来たぜ！あいつの想い         | 鷺山京子     | 石黒育            | 木暮輝夫     | 内川文広          |
| 48   | 7月18日        | 誰にも言えない夜中の出来事           | 雪室俊一     | 寒竹清隆          | 小幡公春     | 山本善之          |
| 49   | 8月1日         | おれたち2人のスイートホーム          | 雪室俊一     | 矢吹公郎          | 石黒めぐむ   | 秦秀信            |
| 50   | 8月8日         | ナヌッ！おれが婚約してたって!?       | 雪室俊一     | 寒竹清隆          | 石黒めぐむ   | 内川文広          |
| 51   | 8月15日        | 星に見られた二人の夜                 | 雪室俊一     | 鈴木幸雄          | 石黒めぐむ   | 山本善之          |
| 52   | 8月22日        | エルをめざして男になれ               | 雪室俊一     | 矢部秋則          | 多田康之     | 丸森俊昭          |
| 53   | 8月29日        | エルに抱かれたおれの身代り           | 雪室俊一     | 鈴木幸雄          | 木暮輝夫     | 内川文広          |
| 54   | 9月5日         | おれとエルとの着せ替えごっこ         | 雪室俊一     | 石黒育            | 石黒めぐむ   | 山本善之          |
| 55   | 9月12日        | エルを脱がせたラブレター             | 雪室俊一     | 寒竹清隆          | 小幡公春     | 内川文広          |
| 56   | 9月19日        | 他人には見せない○写真                | 雪室俊一     | 石黒育            | 松本清       | 丸森俊昭          |
| 57   | 9月26日        | エルが胸キュン！タイムカプセル       | 雪室俊一     | 寒竹清隆          | 白土武       | 内川文広          |
| 58   | 10月17日       | ショック！エルのヌード写真           | 雪室俊一     | 石黒育            | 木暮輝夫     | 丸森俊昭          |
| 59   | 10月24日       | 嵐の中のファースト・キッス           | 雪室俊一     | 矢部秋則          | 多田康之     | 内川文広          |
| 60   | 10月31日       | ナヌッ!!エルのパンティ情報           | 雪室俊一     | 石黒育            | 松本清       | 丸森俊昭          |
| 61   | 11月7日        | ふたりっきりの新婚アパート           | 雪室俊一     | 寒竹清隆          | 小幡公春     | 山本善之          |
| 62   | 11月14日       | エルと2人でかけおち修行              | 雪室俊一     | 石黒育            | 石黒めぐむ   | 内川文広          |
| 63   | 11月21日       | エルがホテルでSOS!!                  | 雪室俊一     | 寒竹清隆          | 清水明       | 丸森俊昭          |
| 64   | 11月28日       | 急接近!!少女A                        | 雪室俊一     | 金山通弘          | 木暮輝夫     | 内川文広          |
| 65   | 12月5日        | 立入禁止!!土曜の夜                   | 雪室俊一     | 矢部秋則          | 多田康之     | 坂本信人          |
| 66   | 12月12日       | ナヌッ赤ちゃんが欲しくなった!?       | 雪室俊一     | 石黒育            | 松本清       | 丸森俊昭          |
| 67   | 12月19日       | ついに絶交!!おれとエル               | 雪室俊一     | 寒竹清隆          | 小幡公春     | 坂本信人          |
| 68   | 12月26日       | エルを勝手に脱がせるな！             | 雪室俊一     | 遠藤勇二          | 木暮輝夫     | 丸森俊昭          |
| 69   | 1984年 1月9日  | ゾーッ！幽霊とキッスをした           | 雪室俊一     | 矢吹公郎          | 石黒めぐむ   | 坂本信人          |
| 70   | 1月16日        | ビキニのあいつとハワイ旅行           | しみずしんじ | 寒竹清隆          | 清水明       | 丸森俊昭          |
| 71   | 1月23日        | エルが夜中に襲われる！               | 雪室俊一     | 矢部秋則          | 多田康之     | 坂本信人          |
| 72   | 1月30日        | 二人をひき裂く恋占い                 | 雪室俊一     | 寒竹清隆          | 小幡公春     | 丸森俊昭          |
| 73   | 2月6日         | 初恋同士の露天風呂                   | 雪室俊一     | 石黒育            | 松本清       | 坂本信人          |
| 74   | 2月13日        | おれとエルとのホットライン           | 雪室俊一     | 遠藤勇二          | 木暮輝夫     | 坂本信人          |
| 75   | 2月20日        | テッキン公認ふたりの時間             | 雪室俊一     | 寒竹清隆          | 清水明       | 丸森俊昭          |
| 76   | 2月27日        | エルが突然大変身!!                   | 岡村香織     | 石黒育            | 松本清       | 伊藤英治          |
| 77   | 3月5日         | ナヌッ！ニタの名は青葉春助           | 雪室俊一     | 矢部秋則          | 多田康之     | 丸森俊昭          |
| 78   | 3月12日        | バンザーイ！テッキンが辞める         | 雪室俊一     | 寒竹清隆          | 小幡公春     | 佐貫利勝          |
| 79   | 3月19日        | エルのラブ・ラブ・ジョッキー         | しみずしんじ | 石黒育            | 松本清       | 丸森俊昭          |
| 80   | 3月26日        | おれたち二人の独立宣言               | 雪室俊一     | 遠藤勇二          | 木暮輝夫     | 丸森俊昭          |
| 81   | 4月16日        | おれとエルとの子育てごっこ           | 雪室俊一     | 寒竹清隆          | 清水明       | 下川忠海          |
| 82   | 4月23日        | エルに届くな男の恥                   | 雪室俊一     | 石黒育            | 松本清       | 丸森俊昭          |
| 83   | 4月30日        | おれたち二人のドッキリバイト         | 雪室俊一     | 矢部秋則          | 多田康之     | 坂本信人          |
| 84   | 5月7日         | エルが結婚しちゃったァ！             | 雪室俊一     | 寒竹清隆          | 小幡公春     | 丸森俊昭 南沢貞子 |
| 85   | 5月14日        | 夜空のあおば湯、月水金               | 雪室俊一     | 石黒育            | 松本清       | 勝又激            |
| 86   | 5月21日        | おれが勉強にめざめるとき             | 雪室俊一     | 遠藤勇二          | 木暮輝夫     | 丸森俊昭          |
| 87   | 5月28日        | 見られちゃ困るラブラブ日記           | 雪室俊一     | 寒竹清隆          | 清水明       | 坂本信人          |
| 88   | 6月4日         | ナヌッ！テッキンがおれの親父!?       | 雪室俊一     | 石黒育            | 松本清       | 丸森俊昭          |
| 89   | 6月25日        | パンツを脱がなきゃ男じゃない         | 雪室俊一     | 矢部秋則          | 多田康之     | 下川忠海          |
| 90   | 7月2日         | 裸で受ける恐怖のテスト               | 雪室俊一     | 寒竹清隆          | 小幡公春     | 丸森俊昭          |
| 91   | 7月9日         | おれとエルとが失神寸前！             | 雪室俊一     | 石黒育            | 松本清       | 下川忠海          |
| 92   | 7月16日        | アイ・ラブ・ユー！エル               | 雪室俊一     | 遠藤勇二          | 木暮輝夫     | 丸森俊昭          |
| 93   | 7月23日        | 二人だけの修学旅行                   | 雪室俊一     | 寒竹清隆          | 清水明       | 下川忠海          |
| 94   | 8月20日        | あいつの下着はイタリー製             | 雪室俊一     | 矢部秋則          | 多田康之     | 丸森俊昭          |
| 95   | 8月27日        | さらば！サンシャイン学園             | 雪室俊一     | 石黒育            | 松本清       | 下川忠海          |

| テレビ朝日系列 月曜19:30枠 【1984年3月までハウス食品一社提供枠】 | テレビ朝日系列 月曜19:30枠 【1984年3月までハウス食品一社提供枠】 | テレビ朝日系列 月曜19:30枠 【1984年3月までハウス食品一社提供枠】                   |
| 前番組                                                           | 番組名                                                           | 次番組                                                                             |
| ---------------------------------------------------------------- | ---------------------------------------------------------------- | ---------------------------------------------------------------------------------- |
| 一休さん （1976年4月12日 - 1982年6月28日）                       | The♥かぼちゃワイン （1982年7月5日 - 1984年8月27日）              | スポーツNOWスペシャル （1984年9月3日 - 1984年9月17日） ※19:30 - 20:54 【30分拡大】 |

## 劇場版アニメ
1984年7月14日に東映系にて『東映まんがまつり』の一作品として『The♥かぼちゃワイン ニタの愛情物語』を公開。上映時間は24分。
他のテレビアニメ劇場版の新作と同じく、主題歌はテレビシリーズのものを流用していた（オープニングについては歌詞テロップ無し）。「ニタの愛情物語」はサブタイトル的な扱いになっている。
テレ朝月曜19:30アニメの劇場版は、前番組『一休さん』の劇場版6作品に次いで7作品目だが、本作が事実上最後となった。

### スタッフ (劇場版)
- 製作 - 今田智憲
- 演出 - 矢吹公郎
- 脚本 - 雪室俊一
- 作画監督 - 松本清
- 美術監督 - 沢田隆夫
- 音楽 - 東海林修
- 録音 - 田中英行
- 制作 - 東映動画

### 主題歌 (劇場版)
オープニングテーマ「Lはラブリー」
歌 - かおりくみこ / 作詞 - 伊藤アキラ / 作曲 - 馬飼野康二 / 編曲 - いちひさし
エンディングテーマ「Pumpkin Night」
歌 - 古川登志夫、横沢啓子 / 作詞 - 松本由佳里 / 補作詞 - 伊藤アキラ / 作曲 - 小林亜星 / 編曲 - いちひさし

### 同時上映
- キン肉マン 奪われたチャンピオンベルト
- 超電子バイオマン
- 宇宙刑事シャイダー

### 映像ソフト
1984年12月15日、本作を収録したVHSビデオが東映ビデオから発売された（商品番号 - TE-M126）。2012年11月21日に東映ビデオから発売されたDVD『復刻！東映まんがまつり '84夏』にも、同時上映全作とともに収録されている。

## 実写版
2007年10月26日にオリジナルビデオ『The♥かぼちゃワイン Another』が発売。

### キャスト
- 熊田曜子 - 朝丘夏美 役
- 米原幸佑 - 青葉春助 役
- 加藤ゆき - サンシャイン学園チアガール部の友人 役
- 勝矢 - 青葉春助の叔父・吾郎 役
- 濱田のり子 - 青葉花江 役
- 渡航輝
- 松崎桃子 - サンシャイン学園チアガール部の友人 役
- 飯田基祐

### スタッフ (実写版)
- 製作 - 早川均
- 監督 - 石川均
- 脚本 - 石川均
- 撮影監督 - 小山田勝治
- 音楽 - 遠藤浩二
- 録音 - 廣木邦人
- 制作 - Softgarage

## 関連商品

### 書籍
画集
- LOVELY GIRLS MIURA MITSURU ILLUSTRATIONS（2024年8月23日、立東舎） - 作者による自選画集。エルのイラストが豊富に収録されている

### CD
- The♥かぼちゃワイン -音楽集- （2007年3月21日発売、コロムビアミュージックエンタテインメント）

### DVD
- The♥かぼちゃワイン DVD-BOX 1 （テレビアニメ・第1話 - 第48話分、2006年9月27日発売、コロムビアミュージックエンタテインメント）
- The♥かぼちゃワイン DVD-BOX 2 （テレビアニメ・第49話 - 第95話分、2006年11月29日発売、コロムビアミュージックエンタテインメント）
- The♥かぼちゃワイン Another （実写版のVシネマ、2007年10月26日発売、ジーダス）